# Carl Ludwig Schleich
Karl Ludwig Schleich (ur. 19 lipca 1859 w Szczecinie, zm. 7 marca 1922 w Bad Saarow) – niemiecki chirurg, malarz, poeta.
Od 1899 roku był profesorem uniwersytetu w Berlinie, a rok później został kierownikiem oddziału chirurgii w Groß-Lichterfelde. Jako pierwszy zastosował znieczulenie miejscowe w chirurgii ogólnej. Zalecał w tym celu stosowanie narkotyku – kokainy. W 1892 roku w Berlinie przedstawił wyniki swoich badań, nawołując do stosowania znieczulenia nasiękowego. Spotkał się z oburzeniem chirurgów, nazywając przeprowadzanie operacji pod całkowitą narkozą "zbrodnią". Mimo to opisał swoją metodę w książce Bezbolesne operacje, znieczulenie miejscowe płynami obojętnymi w 1894 roku. Na skutek dużej toksyczności metodę zaczęto stosować dopiero po otrzymaniu w 1905 roku syntetycznej nowokokainy. Był autorem esejów na temat śmierci i histerii.
Schleich uznawany jest za pierwszego naukowca, który wskazał na rolę gleju w funkcji mózgu. W swoich wspomnieniach pisał, że teoria przyszła mu do głowy w trakcie wydawanego w swoim salonie wieczornego przyjęcia „około roku 1890”, gdy „genialny pianista” Stanisław Przybyszewski, przyjaciel Schleicha, grał na fortepianie.